# Mercury-Atlas 2
A Mercury-Atlas 2 (MA-2) foi a segunda missão do Programa Mercury, a utilizar o foguete Atlas LV-3B. Seu objetivo, era o mesmo da missão anterior, ou seja, qualificar tanto o foguete quanto a espaçonave Mercury, nos quesitos de funcionalidade, num voo suborbital, e no caso da capsula, sua resistência aos efeitos da reentrada na atmosfera.
Mesmo se tratando de um teste de qualificação não tripulado, nessa missão, a torre de escape foi instalada. O lançamento, ocorreu em 21 de fevereiro de 1961 a partir do Estação da Força Aérea de Cabo Canaveral na Flórida. O voo da MA-2, transcorreu sem problemas, com duração de 17 minutos e 56 segundos. Atingiu 183 km de altitude a 21,287 km/h com aceleração máxima de 15.9 g (156 m/s²). Todos os objetivos programados, foram 
atingidos, e a capsula de 1.154 kg, foi resgatada a 2.305 km de distância.
A espaçonave Mercury usada nessa missão (a de numero 6), está atualmente em exposição no Museu de Ciência Natural de Houston no Texas.